# VfL Neuwied
Der VfL Neuwied (vollständiger Name: Verein für Leibesübungen Neuwied e. V.) ist ein Sportverein aus Neuwied. Die erste Fußballmannschaft spielt in der Kreisliga B. In den 1940er Jahren spielte die Mannschaft zwei Jahre in der seinerzeit erstklassigen Gauliga Moselland, während in den 1950er Jahren sieben Spielzeiten in der zweitklassigen II. Division Südwest folgten.

## Geschichte
Der Verein wurde am 8. September 1908 als FC Viktoria 08 Neuwied gegründet. Im Jahre 1910 trat der Verein Germania Neuwied dem FC Viktoria bei. Im Jahre 1919 erfolgte die Umbenennung in SV Viktoria 08 Neuwied. Zwischen dem 8. September 1941 und 1945 war der SV Viktoria in der KSG Neuwied involviert. Am 8. Februar 1947 änderte der Verein seinen Namen in TuS Neuwied, ehe am 9. Dezember 1947 der heutige Name angenommen wurde.
Erstmals tauchte der SV Viktoria im Jahre 1941 im überregionalen Fußball auf, als der Verein in die neu geschaffene Gauliga Moselland aufgenommen wurde. In den Spielzeiten 1941/42 und 1942/43 wurden die Neuwieder jeweils Letzter der Ostgruppe. Während der Saison 1943/44 wurde die Mannschaft aus dem Spielbetrieb zurückgezogen.
Im Jahre 1951 wurde der VfL Neuwied Rheinlandmeister und qualifizierte sich für die Deutsche Amateurmeisterschaft. Im Achtelfinale unterlag die Mannschaft dem SSV Troisdorf 05. Zur Saison 1951/52 wurde der VfL in die neu geschaffene II. Division Südwest aufgenommen. Der größte Erfolg dieser Zeit war der vierte Platz in der Saison 1953/54. Im Jahre 1958 folgte der Abstieg in die Amateurliga Rheinland, dessen Meister man 1963 wurde.
Nach mehreren Jahren im Mittelfeld der Amateurliga errang der VfL 1970 erneut die Meisterschaft. Der Aufstieg in die Regionalliga Südwest wurde verpasst, da die Neuwieder hinter Pegulan Frankenthal und dem VfB Theley nur Letzter der Aufstiegsrunde wurden. Als Vizemeister der Amateurliga qualifizierte sich der VfL 1975 erneut für die Deutsche Amateurmeisterschaft. Hier schieden die Neuwieder in der ersten Runde gegen die SpVgg 07 Ludwigsburg aus.
Im Jahre 1978 verpasste der VfL die Qualifikation zur neu geschaffenen Oberliga Südwest. Daraufhin begann eine sportliche Talfahrt, die erst in der untersten Liga beendet wurde. Zwischen 2002 und 2008 trat der Verein der Spielgemeinschaft Neuwied bei, ehe der VfL einen Neustart in der Kreisliga D wagte. 